# Антон Гайда
Антон Гайда (англ. Anton Heida; жовтень 1878 -?) — американський гімнаст і легкоатлет, п'ятиразовий чемпіон літніх Олімпійських ігор 1904.
На Іграх 1904 в Сент-Луїсі Гайда брав участь у восьми дисциплінах гімнастики. Він виграв золоті медалі в першості на 7 снарядах, в командній першості, у вправах на перекладині, на коні і в опорному стрибку. Став першим п'ятиразовим чемпіоном змагань в історії Ігор. Також отримав срібну медаль у змаганні на брусах, зайняв 18-те місце в особистій першості і 12-те в першості на 9 снарядах.
У легкій атлетиці Гайда змагався тільки в триборстві, в якому посів 59-те місце.
Гайда став найтитулованішим спортсменом на цій Олімпіаді.